# Soumiya Iraoui
Soumiya Iraoui, née le 19 mars 1996, est une judokate marocaine.

## Carrière
Soumiya Iraoui évolue dans la catégorie des moins de 52 kg. Elle est médaillée de bronze aux Jeux de la Francophonie 2017 à Abidjan et remporte la médaille d'or aux Championnats d'Afrique de judo 2018 à Tunis.
Elle obtient la médaille de bronze dans la catégorie des moins de 52 kg aux championnats d'Afrique de judo 2022 à Oran.
En 2023, elle est médaillée d'or dans la catégorie des moins de 52 kg aux Jeux panarabes ainsi qu'aux championnats d'Afrique à Casablanca.
Elle est médaillée d'or dans la même catégorie aux Championnats d'Afrique 2024 au Caire, s'imposant en finale contre la Capverdienne Djamila Silva ainsi qu'aux Championnats d'Afrique 2025 à Abidjan, s'imposant en finale contre l'Algérienne Faïza Aissahine.

## Palmarès
| Année | Compétition                    | Lieu            | Résultat | Catégorie      |
| ----- | ------------------------------ | --------------- | -------- | -------------- |
| 2013  | Championnats d'Afrique cadets  | Alger           | 3e       | Moins de 57 kg |
| 2015  | Championnats d'Afrique juniors | Charm el-Cheikh | 1re      | Moins de 57 kg |
| 2016  | Championnats d'Afrique juniors | Casablanca      | 3e       | Moins de 57 kg |
| 2017  | Championnats d'Afrique         | Antananarivo    | 5e       | Moins de 57 kg |
| 2017  | Jeux de la Francophonie        | Abidjan         | 3e       | Moins de 57 kg |
| 2018  | Championnats d'Afrique         | Tunis           | 1re      | Moins de 57 kg |
| 2018  | Jeux méditerranéens            | Tarragone       | 5e       | Moins de 57 kg |
| 2019  | Championnats d'Afrique         | Le Cap          | 2e       | Moins de 52 kg |
| 2019  | Jeux africains                 | Rabat           | 2e       | Moins de 52 kg |
| 2020  | Championnats d'Afrique         | Antananarivo    | 2e       | Moins de 52 kg |
| 2021  | Championnats d'Afrique         | Dakar           | 1re      | Moins de 52 kg |
| 2021  | Jeux olympiques                | Tokyo           | 9e=      | Moins de 52 kg |
| 2022  | Championnats d'Afrique         | Oran            | 3e       | Moins de 52 kg |
| 2023  | Jeux panarabes                 | Alger           | 1re      | Moins de 52 kg |
| 2023  | Championnats d'Afrique         | Casablanca      | 1re      | Moins de 52 kg |
| 2024  | Championnats d'Afrique         | Le Caire        | 1re      | Moins de 52 kg |
| 2025  | Championnats d'Afrique         | Abidjan         | 1re      | Moins de 52 kg |